# Tramvajska linija št. 8 (Szczecin)
Tramvajska linija številka 8 (Gumieńce – Turkusowa) je ena izmed 12 tramvajskih linij javnega mestnega prometa v Szczecinu. Povezuje Gumieńce in Zdroje. Ova linija je začela obratovati 1912. Celotna linija je dolga 13,0 kilometrov.
29. avgusta 2015 je bila trasa linije št. 8 podaljšana od postaja Basen Górniczy (mestne naselje Międzyodrze-Wyspa Pucka) do postaja Turkusowa (mestne naselje Zdroje).

## Trasa
Gumieńce - Kwiatowa – Ku Słońcu – Sikorskiego – Krzywoustego – Plac Zwycięstwa – Wyszyńskiego – Energetyków – Gdańska – Eskadrowa – Hangarowa – Jaśminowa - Turkusowa